# ایلیا دراگونوف
ایلیا دراگونوف (انگلیسی: Ilja Dragunov؛ زادهٔ ۱۰ اکتبر ۱۹۹۳) کشتی‌گیر کشتی حرفه‌ای اهل روسیه است.